# Geleira Traub

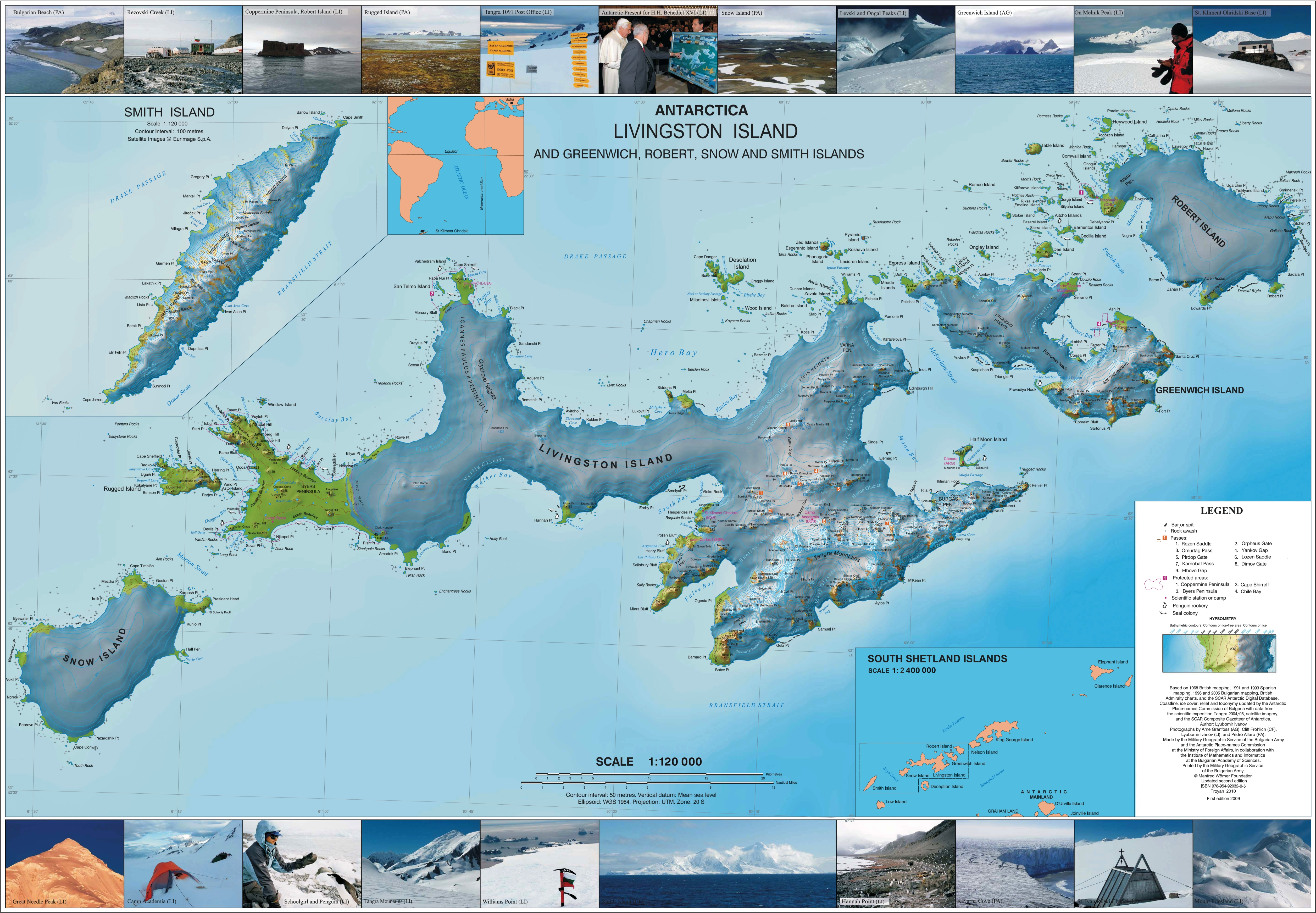
Mapa topográfico das Ilhas Livingston, Greenwich, Robert, Snow e Smith.

A geleira Traub é uma geleira na ilha de Greenwich, nas Ilhas Shetland do Sul, com a Antártida estendendo-se 2,5   km na direção noroeste-sudeste e 4   km na direção sudoeste-nordeste e drenando as encostas leste de Dryanovo para fluir para leste na  Baía da descoberta. 
O longa foi nomeado pela Expedição Antártica Chilena de 1947, em homenagem ao tenente Norberto Traub, um membro da expedição. 

## Localização
A geleira é centrado no 62° 28′ 31″ S, 59° 48′ 00″ O (mapeamento búlgaro em 2005 e 2009). 

## Mapas
- LL Ivanov et al. Antártica: Livingston Island e Greenwich Island, Ilhas Shetland do Sul . Escala 1: 100000 mapa topográfico. Sofia: Comissão Antártica de Nomes de Lugares da Bulgária, 2005.
- LL Ivanov. Antártica: Ilhas Livingston e Greenwich, Robert, Snow e Smith . Escala 1: 120000 mapa topográfico. Troyan: Fundação Manfred Wörner, 2009. ISBN 978-954-92032-6-4